# Curlu
Curlu település Franciaországban, Somme megyében. Lakosainak száma 159 fő (2022. január 1.). Curlu Hem-Monacu, Éclusier-Vaux, Frise, Hardecourt-aux-Bois, Maricourt és Maurepas községekkel határos.

## Népesség
A település népességének változása:
| Lakosok száma | 140  | 149  | 161  | 168  | 170  | 171  | 173  | 166  | 159  |
|               | 2013 | 2015 | 2016 | 2017 | 2018 | 2019 | 2020 | 2021 | 2022 |